# 基羅克 (肯塔基州)
基羅克（英語：Kyrock）是位於美國肯塔基州埃德蒙森縣的一個鬼鎮。

## 地理
基羅克所處的海拔為高於海平面162米（即532英呎），而該地所採用的時區為UTC-6，即北美中部時區（CST）。同時該地設有夏令時間，為UTC-6調快一小時，即UTC-5（CDT）。